# Joshua Brenet
Joshua Brenet (Kerkrade, 20 de marzo de 1994) es un futbolista neerlandés que juega como defensa.

## Carrera
Se unió al club en 2011 procedente del A.V.V. Zeeburgia. Hizo su debut profesional el 6 de diciembre de 2012 en un partido de la Liga Europea de la UEFA ante el Napoli. Entró por Peter van Ooijen a los 87 minutos. Hizo su debut en la Liga de Campeones de la UEFA el 30 de julio de 2013, en la fase de clasificación contra el Zulte Waregem.

## Clubes
| Club                      | País         | Año       |
| ------------------------- | ------------ | --------- |
| PSV Eindhoven             | Países Bajos | 2012-2018 |
| TSG 1899 Hoffenheim       | Alemania     | 2018-2022 |
| S. B. V. Vitesse (cedido) | Países Bajos | 2020      |
| F. C. Twente              | Países Bajos | 2022-2024 |
| Al-Rayyan S. C.           | Catar        | 2024-2025 |

## Palmarés

### Títulos nacionales
| Título                        | Club          | País         | Año     |
| ----------------------------- | ------------- | ------------ | ------- |
| Eredivisie                    | PSV Eindhoven | Países Bajos | 2014-15 |
| Supercopa de los Países Bajos | PSV Eindhoven | Países Bajos | 2015    |
| Eredivisie                    | PSV Eindhoven | Países Bajos | 2015-16 |
| Supercopa de los Países Bajos | PSV Eindhoven | Países Bajos | 2016    |
| Eredivisie                    | PSV Eindhoven | Países Bajos | 2017-18 |